# Ina Brouwer
Ina Brouwer (Rotterdam, 11 april 1950) is een Nederlandse advocaat en politica, die vier jaar fractievoorzitter was van de Communistische Partij van Nederland (CPN) in de Tweede Kamer. Ook was ze Tweede Kamerlid voor GroenLinks.

## Biografie
Brouwers vader was commissaris van politie in Hilversum en stemde VVD. Tijdens haar studie rechten in Groningen maakte zij kennis met de sociale advocatuur en werd lid van de CPN. In 1981 werd zij Tweede Kamerlid, een jaar later volgde zij Marcus Bakker op als fractievoorzitter. Dat bleef zij tot 1986, toen de CPN bij de Kamerverkiezingen haar drie zetels verloor en uit de Kamer verdween.
Brouwer was voorstander van de fusie tussen PPR, CPN, PSP en EVP tot GroenLinks (GL). In 1989 kwam ze terug in de Kamer als lid van de fractie van die nieuwe partij. Tussen 1990 en 1991 was zij, als een van de eerste Kamerleden, op zwangerschapsverlof. Begin 1994 hield die partij een ledenreferendum over het lijsttrekkerschap, tussen het duo Ina Brouwer/Mohammed Rabbae en het tweetal Paul Rosenmöller/Leonie Sipkes. Het eerstgenoemde duo won het referendum, maar verloor de verkiezingen van 3 mei 1994: GroenLinks zakte van zes naar vijf zetels. Brouwer hield daarop de eer aan zichzelf en verliet het parlement.
Van 1995 tot 2003 werkte Brouwer op het ministerie van Sociale Zaken en Werkgelegenheid als directeur Emancipatiezaken en als 'kwartiermaker' voor de Academie SZW. Tussen 1998 en 1999 was zij tijdelijk partijvoorzitter van GroenLinks. In 2003 verscheen haar boek Het glazen plafond. Vrouwen aan de top, verlangens & obstakels.
In 2005 werd Brouwer senior adviseur bij Twynstra Gudde Adviseurs, met als werkterrein het publieke domein rond vraagstukken van diversiteit, sociale zaken en bestuurlijke vernieuwing.
Van 1 juli 2008 tot 1 mei 2011 was Brouwer voorzitter van de MOgroep Kinderopvang. In april 2010 verscheen haar boek "Aan geen gehuurde borst werd ooit een kind gevoed" over de wortels van de heersende moraal over werk en moederschap in Nederland.
In januari 2007 werd Brouwer lid van de Partij van de Arbeid. Met deze stap drukte ze haar afwijzing uit van het feit dat GroenLinks-fractievoorzitter Femke Halsema had afgezien van onderhandelingen met PvdA en CDA over een regeringscoalitie. Brouwer vond het een gemiste kans en vreesde dat de partij "een te gemakkelijke oppositie" tegen het vierde kabinet-Balkenende zou gaan voeren. Ze behield haar GroenLinks-lidmaatschap overigens wel.
Voor de gemeenteraadsverkiezingen van 2014 deed Brouwer mee als lijstaanvoerder van de lokale Amsterdamse partij Visie op Amsterdam. Een zetel werd niet behaald: de partij kreeg slechts 0,19 procent van de stemmen. Brouwer is sinds mei 2015 weer vooral advocaat.